# Камара Алі Геладіо
Камара Алі Геладіо (ісп. Kamara Aly Gueladio) — мавританський дипломат, Надзвичайний і Повноважний посол Мавританії в Україні (1993—1995) за сумісництвом.

## Життєпис
У 1984—1986 рр. — Міністр з питань державної служби зайнятості, молоді та спорту Мавританії.
У 1986—1989 рр. — радник Президента Мавританії
У 1989—1991 рр. — Надзвичайний і Повноважний посол Мавританії в СРСР
У 1991—1995 рр. — Надзвичайний і Повноважний посол Мавританії в РФ. В Україні (1993—1995), Литві (1992—1995), Естонії (1994-1995) за сумісництвом.
З 15.12.1995 по 11.02.1996 — Міністр охорони здоров'я та соціальних питань Мавританії
У 1996—2000 рр. — Міністр фінансів Мавританії.
У 2000—2001 рр. — Міністр інфрастуктури та транспорту.
Камара Алі Геладіо є членом Пан-Африканського парламенту та депутатом Національної Асамблеї Мавританії. З 2006 року заступник голови Національної Асамблеї Мавританії. Голова Фінансового комітету Національної Асамблеї Мавританії.
Почесний консул Монако в Нуакшоті, Мавританія.